# اسلام در آجارستان
اسلام در آجارستان حدود ۳۰٪ از کل جمعیت آجارستان -یکی از جمهوری‌های خودمختار گرجستان به مرکزیت باتومی- را تشکیل می‌دهند، جمعیت مسلمانان در این کشور براساس برآوردهای صورت گرفته در سال ۲۰۰۲، به تعداد ۱۱۵۲۶۱ نفر گزارش شده‌است.

## تاریخ
اسلام پس از آنکه در قرن ۱۷ میلادی تحت کنترل امپراتوری عثمانی قرار گرفت، گسترش یافت و تعداد مسلمانان به ویژه پس از دهه ۱۹۲۰ رو به افزایش گذاشت. وقتی عثمانی‌ها در سال ۱۸۷۸ مجبور به مهاجرت شدند، حدود ۶۰۰۰ مسلمان آجارستان در جستجوی محلی مناسب در کشورهای همسایه بودند.
در سال ۱۹۲۱، در بحبوحه درگیری بین ترکیه و اتحاد جماهیر شوروی، جمهوری خودمختاری آدکارا برای حمایت از مسلمانان در منطقه تأسیس شد. با این حال، از آن زمان به بعد، نسبت اسلام شروع به کاهش آهسته کرد، تا اینکه اکثریت مذهبی در آندارا به کلیسای ارتدکس گرجستان وابسته شدند.

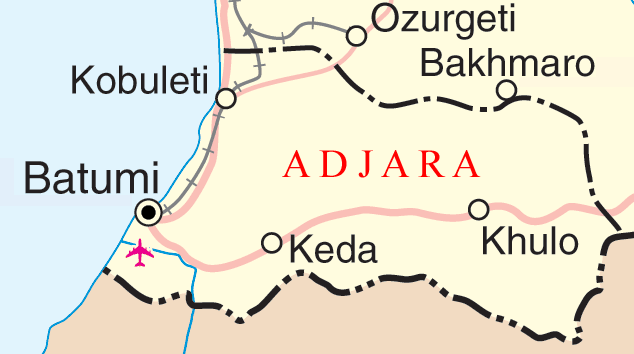
شهرهای مهم آجارستان

## اماکن اسلامی
از جمله اماکن اسلامی کشور آجارستان، مسجد باتومی (به گرجی: ბათუმის მეჩეთი) است که در شهر باتومی در کنار دریای سیاه قرار گرفته‌است؛ این مسجد توسط خانواده اصلان‌بیگ (معادل دوک) خیمشیاشویلی در سال ۱۸۸۶ بنا شده‌است. دیوارهای آن توسط برادران لاز نقاشی شده‌است. این مسجد به عنوان مسجد جامع شناخته می‌شود و در میان دو مسجد دیگر که نابود شده‌اند، باقی‌مانده‌است.

## آثار
پیرامون پدیده اسلام در گرجستان و آجارستان، مجله مطالعات اسلام هراسی تحقیقی را با موضوع مسلمانان گرجستان ارائه کرد؛ اهداف انتشار این تحقیق چنین بیان شده است: «هدف این مقاله بررسی مشکلات اقلیت های مسلمان در گرجستان با اکثریت جمعیت مسیحی ارتدوکس و بررسی بحث در مورد عاری شدن جامعه گرجستان از اسلام و مسلمانان که از جانب برخی پیگیری می شود است.» در این اثر پس از بررسی مختصر تاریخی ، سؤالاتی تحلیل می شود از جمله اینکه چگونه دین اسلام بر هویت ملی تأثیر می گذارد و میزان ادغام ادیان در جامعه گرجستان چه مقدار است و چه تاثیری بر ارتباطات بین‌المللی آنها خواهد گذاشت؟